# 唐沢りん
唐沢りん（からさわ りん、1988年10月6日 - ）は、日本のグラビアアイドル、女優。
大阪府出身。所属事務所はアヴィラ。実妹はレースクイーン『R'Qs Racing Girls（SUPER GT）』やアイドルグループ『駆け出しの飛行少女（水色担当）』、WebCM、舞台などで活躍中の星美来（ほし みらい）。

## 来歴
- 2014年8月、『原口あきまさの今がぱちドキッ!』番組アシスタントのドキッ娘として活動。同期メンバーは高木美咲とWenDeeありさ。
- 2014年10月19日、2枚目のDVD『りんとして、凛として』の発売記念イベントを初開催。同年3月8日、3枚目のDVD『純心HOLIC』の発売記念イベントをはじめ、発売するDVDはすべて発売記念イベントを開催。[3][4]
- 2015年、新年No.2の『ヤングチャンピオン』に掲載される。[5]
- 2015年4月7日から、舞台『ボクらの罪団 第二犯公演 ディスプレイ』に出演。同年11月も舞台『ドブ恋5』に出演。
- 2015年9月、東京オーディション（仮）Kブロックグランプリに輝く。
- 2015年9月1日 - 2015年9月18日のプレミアムガブガールズ オーディションで、春菜めぐみと一緒に初代プレミアムガブガールズに輝く。2016年8月までプレミアムガブガールズとして活動する。
- 2015年12月、映画『サンタクロースズ』に看護師役で出演。同月には10代目バクNEWクイーンに輝く。
- 2016年7月、モデルプレスTVに出演して、同年10月からCUG「1年で365本以上映画を観てます！」を務める。
- 2017年10月、堀江貴文と1泊2日でソウルで人気の最新スポットや穴場を巡る『堀江貴文オススメ！最新ソウルの旅』に出演。[6]
- 2018年3月、水玉タレントプロモーションDVDに出演した5人のアイドル「栗原みさ」「川崎美海」「前田晴香」「大坂美季」と一緒にアルバム1枚限定のアイドルユニットとして「みずたまにR」を結成。 水玉宇宙人とのトーク中に飛び出た迷フレーズをタイトルに、初の作詞も担当してCDレビュー。
- 2019年4月、とちぎテレビの『金子柱憲のみんなdeゴルフ』（2017年 - 2018年）に続いて、テレビ埼玉の『スター☆ゴルフマッチⅡ』に出演。ゴルフ番組のアシスタントやプラカードガールとして活動する。
- 2019年4月22日、明石家さんまの関西で唯一の公開収録番組『痛快！明石家電視台』に親子で出演。同年8月12日、同番組のSPでは2018年12月から登場したゲスト（総勢200人越え）の中から「明石家さんまがびっくりしたエピソードランキング第7位」に選ばれる。夢は『アンジェリーナ・ジョリー』。[7]
- 2019年6月28日、約3年ぶりとなるファン待望の9枚目のイメージDVD『大空で抱きしめて・・・』をリリースする。今回のテーマは「大人の色気」。同年7月15日、9枚目のイメージDVD発売記念イベントを開催。「グラビア活動をもう一度頑張って、女優さんのお仕事もいっぱい勉強をしていろいろやっていきたい」と意欲をのぞかせる。[8]
- 2020年11月22日、年内いっぱいでアヴィラを退社する事をSNSで報告。退社後の活動については、まだ決めていない[9]。

## 人物
- 趣味は、映画観賞・歴史・時事[10]。
- 特技は、空手（初段）・スケート[11]。
- 祖父が空手の師匠をしていたこともあり、中学1年のときに黒帯の資格取得。
- 学生時代はバドミントン部で活動。
- 大好きなミュージシャンは、宇多田ヒカル。
- 大好きなキャラクターは、ポムポムプリンをはじめ、シナモロール、ハローキティなどのサンリオキャラクター。
- 大好きなアニメは、ジブリ作品やエヴァンゲリオン。
- 時間があれば図書館に通うほど読書が大好き。
- 怪談話が大好き。実際にいくつかの心霊体験をしたことがある。百鬼夜行抄、夏目友人帳の漫画は愛読書。
- 映画が大好き。1日にまとめて6本鑑賞することもある。お気に入りの映画は『タイタニック』。
- 子供の頃から絵心があり、美術館に行ったり絵を描くことが好き。
- 子供の頃からの憧れ・夢はミステリーハンターになること。
- タピオカが大好き。お気に入りはチーズティとマイルドホット。
- 本人曰く、「グラビアを長く続けるコツは楽しむこと、マイペースでいること」[12]。

## 作品

### DVD

#### イメージDVD
- 見つめないで（2014年7月20日、竹書房）
- りんとして、凛として（2014年9月26日、シャイニングスター）
- 純心HOLIC（2015年2月20日、イーネット・フロンティア）
- -晴れ- ずっとふたりで。（2015年6月19日、M.B.Dメディアブランド）
- 大好き! という感触♡（2015年11月27日、晋遊舎）
- 従順HOLIC（2016年3月24日、イーネット・フロンティア）
- 従心HOLIC（2016年7月22日、イーネット・フロンティア）
- Another Side（2016年11月24日、イーネット・フロンティア）
- 大空で抱きしめて・・・（2019年6月28日、グラッソ）
- 俺の彼女 清楚系Gカップグラドル（2019年10月25日、グラッソ）
- 二時間だけのバカンス（2020年1月31日、グラッソ）
- This is love（2020年4月24日、スパイスビジュアル）
- 嘘みたいなI Love You（2020年7月31日、スパイスビジュアル）[13]
- eternally ～この瞬間だけはずっと永遠に～（2020年10月30日、スパイスビジュアル）[14]

#### 水玉DVD
- 水玉タレントプロモーション 唐沢りん（2016年2月12日、株式会社ジェイ・フォース）- ASIN B01BD3IYZ0
- 水玉タレントプロモーションのスピンオフ企画『グダグダ会議第3弾! セクシーを考えてみた! ?』（2018年11月9日、株式会社ジェイ・フォース）- 出演：唐沢りん、栗原みさ、辰巳シーナ、藤原亜紀乃、希帆の5人 - ASIN B07JB6QF5V
- 水玉タレントプロモーション『グダグダ会議第4弾！グダグダセクシークイーン辰巳シーナ　ショートクルージング＆BBQでもてなそう！（雨）』（2019年9月6日、株式会社ジェイ・フォース）- 出演：辰巳シーナ、藤原亜紀乃、唐沢りん、希帆の4人 -

#### 出演DVD
- 大江戸温泉物語の謎　電エース中野（2015年2月、リバートップ）- セメレ役
- マクドナルド ハッピーセット 【日産×トミカ】スペシャルDVD 2015（2015年）- 婦警さん役
- ボクらの罪団"第二犯公演"「ディスプレイ」（2015年9月17日）- ユリ役
- サクラ ピチカート（2016年8月12日、ZENピクチャーズ）- 主演：花音美悠/サクラ ピチカート役 - ASIN B01I3JMXT0

### CD
- みずたまにR by edge project『もともとGカップでした』（2018年3月9日、株式会社ジェイ・フォース）

### デジタル写真集

#### White BIKINI DVD シリーズ
- 『ホワイトビキニ 唐沢りん』（2016年3月、アヴィラ）

#### magnetic G シリーズ
- 唐沢りん『羞恥心』（2015年10月2日）
- 唐沢りん『秘密の蜜園』（2015年11月6日）
- 唐沢りん『ふわふわ』（2016年7月15日）
- 唐沢りん『あなたのりん』（2016年9月2日）
- 唐沢りん『skin』（2016年11月18日）
- 唐沢りん『バケーション』（2017年2月3日）
- 唐沢りん『jelly』（2017年6月16日）
- 唐沢りん『splash』（2017年7月21日）
- 唐沢りん『vantage』（2017年12月15日）
- 唐沢りん『no rules』（2018年4月13日）
- 唐沢りん complete1（2017年1月6日）
- 唐沢りん complete2（2017年4月7日）
- 唐沢りん complete3（2017年5月26日）
- 唐沢りん complete4（2017年9月15日）

#### A-collection シリーズ
- 唐沢りん 1（2017年3月26日）
- 唐沢りん 2（2017年3月31日）
- 唐沢りん 3（2017年4月21日）

#### Another Queen シリーズ
- 『唐沢りん』：美脚写真集（2017年9月21日）

#### sabra
- 『完全なる欲望（唐沢りん）』（2017年1月）

#### RQラボ
- 『競泳水着』、『OL制服』、『私服』などを6作品（2016年3月 - 2016年4月）

## 出演

### テレビ
- 原口あきまさの今がぱちドキッ!（2014年 - 2015年9月、TOKYO MX）
- みんなでぱちドキッ！（2014年9月 - 2015年3月、テレビ埼玉）
- お願い！ランキング・1部（2015年8月14日、テレビ朝日）
- P-1パチとも倶楽部（2015年10月14日、10月28日、テレビ大阪）
- 東京オーディション（仮）（2015年9月 - 2015年12月、TOKYO MX）
- つんつべ♂バク音（2015年9月 - 2016年2月、TOKYO MX）
- QVC・トータルビューティー・セボーテ（2015年6月 - 2017年、BS12 Twellvなど）
- ぷるるんトラベラー（2016年7月、サンテレビ）
- カイモノラボ（2016年、TBS系列）
- 堀江貴文オススメ！最新ソウルの旅（2017年10月 - 2017年12月、スカパーなど）[6]
- 金子柱憲のみんなdeゴルフ～ゴルフをみんなのスポーツへ！～（2017年7月- 2018年3月、とちテレなど）
- スター☆ゴルフマッチⅡ[15][16]（2019年4月4日 - 2019年5月23日 -#31～34、2019年8月1日 -#39～43 ※出演中、テレビ埼玉・ゴルフネットワーク・スカイA）
- 痛快！明石家電視台[7] - #1339『実際どうなん！？グラビアアイドルと親』（2019年4月22日、MBS）
- 痛快！明石家電視台 - #1354『実際どうなん！？さんまビックリSP』（2019年8月12日、MBS）
- 全力坂（2019年8月28日-No.2523 山の坂、2019年9月5日-No.2528 宮前坂、テレビ朝日）

### 舞台
- ディスプレイ（2015年4月7日 - 2015年4月12日、萬劇場、ボクらの罪団"第二犯公演"）- ユリ役
- ドブ恋5（2015年11月24日 - 2015年11月29日、千本桜ホール、女々プレゼンツ）- ネズミチーム

### 映画
- アウターマン（2015年12月、アールツーエンタテイメント） - ナイスバディの女 役
- サンタクロースズ（2015年12月4日公開、株式会社MIRAI）- 菊田美里（看護師）役

### ネット番組
- 外国人スロッタートムの今がすろドキッ！（ジャンバリ.TV 〜第347話）
- 万発・ヤングの今がぱちドキッ！（ジャンバリ.TV 〜第49話）
- 「バクNewクイーン」コンテスト競わせて三田！第9回 マシェバラネット生放送（2015年7月 - 2015年9月：全6回）
- 「バクNewクイーン」コンテスト競わせて三田！第10回 マシェバラネット生放送（2015年10月 - 2015年12月：全6回）
- ジョッキー学力テスト（2016年1月21日-#9、ニコニコ生放送、FRESH！）
- やっちまった！Teacher（2016年2月 - 2016年8月、ぱちガブ！）
- 竹山と飲める店 ベロベロ人生相談（2016年3月16日、AmebaFresh!）
- メシテロ嬢（2016年3月17日-#43、AmebaFresh！）
- スロットエイド・パチンコ番組（2016年3月20日、ニコ生ライズTV）
- プレミアムガブガールズの今夜も生ガブッ！（2016年3月 - 2016年8月、ニコ生＆UST）
- プレミアムガブガールズの今夜も生ガブッ！ぱちガブッ！祝☆一周年記念！（2016年10月1日、ニコニコ生放送）
- 竹山と飲める店 ベロベロ人生相談2（2016年5月11日、AmebaFresh!）
- チャリチャン@DMM 競輪（2016年6月13日、ニコニコチャンネル：エンタメ）
- 土井よしお＆アラケンのアイドル学園（2016年6月14日-#191、ニコニコ生放送）
- クロちゃんのそんなに出すの？！（第7話、第15話、ジャンバリ.TV）
- モデルプレスTV ナナイロ〜Saturday〜（2016年7月 - 2016年9月、ひかりTV）
- モデルプレスTV NEWS＆TALK（2016年10月 - 2016年11月、ひかりTV）
- モデルプレスTV-SP～出演者が選ぶ泣ける映画ベスト30発表会！全員集合～（2016年11月29日、ひかりTV）
- 楽天スーパーライブTV（2017年2月10日、Rakuten）
- プレミアムガブガールズの今夜も生ガブッ！CHRISTMAS PARTY 2017（2017年12月26日、ニコニコ生放送）
- 堀江貴文のFRESH！チャンネルで特別配信（2018年1月2日、FRESH！）[6]
- 響長友の笹塚ゲートウェイ（2019年2月8日-#2、ニコジョッキー）
- ジョッキー学力テスト（2019年3月21日-#47、ニコニコ生放送、FC2ライブ、FRESH LIVE）
- 土井よしおのお笑いリハビリ病棟22時（2019年4月8日-#29、ニコジョッキー）
- 濱田准教授の課外授業（2019年4月15日-#39、ニコジョッキー）
- 噂の炎上壁新聞（2019年5月17日 - 毎月第三金曜日 -#81～85 ※出演中、ニコジョッキー）

### TVCM
- ぱちガブッ！（2015年、ぱちガブッ！）

### WebCM
- 最新型のクラウドCTIシステム「アポ放題」（2016年7月、2017年10月、モズエンタープライズ株式会社）
- モイストワンプラス（2016年1月、レインボーコンタクトレンズ ）

### ラジオ
- ヘベレケ晴耕雨売（2016年2月1日 - 2016年2月7日、RAKUTEN FM）
- 「mysta presents コエチャン！」に電話出演！（2018年8月10日、9月28日、TOKYO FM）

### 雑誌
- GARRRR（2015年1月号、株式会社バイクブロス）
- ヤングチャンピオン（2015年新年No.2、秋田書店）[5]
- ヤングチャンピオン・W付録アイドルDVD70分（2015年新年No.3、秋田書店）
- ぱちかる（2015年6月20日発行、イープロジェクト株式会社）
- CARトップ（2015年7月号、（株）交通タイムス社）
- 東京グラフィティ[Tokyo graffiti]（2015年8月号#131、株式会社グラフィティ）
- EX MAX（2016年5月号、株式会社ぶんか社）
- パチンコ必勝ガイド（2016年7月号、株式会社ガイドワークス）
- ぱちんこオリ術＆漫画パチンカー クイーンMIX（2016年10月、株式会社ガイドワークス）

### DVD/CD発売記念

#### イメージDVD
- 2nd『りんとして、凛として』発売記念イベント（2014年10月19日）[3]
- 3rd『純心HOLIC』発売記念イベント（2015年3月8日、ソフマップアミューズメント館8F）[4]
- 4th『-晴れ- ずっとふたりで。』発売記念イベント（2015年7月12日、ソフマップモバイル館4F）[17]
- 5th『大好き! という感触♡』発売記念イベント（2015年12月13日、ソフマップモバイル館4F）[18]
- 6th『従順HOLIC』発売記念イベント（2016年4月9日、ソフマップアミューズメント館8F）[19]
- 7th『従心HOLIC』発売記念イベント（2016年7月26日、東京Lily SHOWROOM）
- 7th『従心HOLIC』発売記念イベント（2016年8月6日、ソフマップアミューズメント館8F）[20]
- 8th『Another Side』発売記念イベント（2016年11月21日、東京Lily SHOWROOM）
- 8th『Another Side』発売記念イベント（2016年12月11日、ソフマップアミューズメント館8F）[21]
- 9th『大空で抱きしめて・・・』発売記念イベント（2019年7月15日、ソフマップAKIBA(4)号店 アミューズメント館8Fイベントスペース）[22][23][8]

#### 水玉DVD/CD
- 水玉タレントプロモーション ソフマップ進出記念イベント アヴィラ祭り！（2016年6月17日、アキバソフマップ1号店7F）[24]
- 第1回みずたまにR 一夜限りの結成式＆解散式ぶっちゃけ暴露トークライブ（2018年3月29日、ネイキッドロフト）
- 水玉グダグダセクシー会議（2018年11月19日、アキバ☆ソフマップLIVE）
- グダグダ会議第3弾！グラドル4人のセクシー祭り（2018年12月21日、ソフマップAKIBA(4)号店 アミューズメント館8Fイベントスペース）

### その他出演
- 新人監督映画祭（2014年11月28日 - 2014年11月30日）
- 映画『サンタクロースズ』舞台挨拶&プレミア試写会（2015年8月28日、東京ウイメンズプラザ）
- ユニバカ×サミフェス2016（2016年7月24日、東京ビッグサイト)
- グラカラ（♪ないものねだり/KANA-BOON、映像配信）（2016年11月13日 - 2017年11月7日、第一興商）
- エクササイズ～ヨガ編～（2017年4月、きゅうすた・HIME.City）
- アイドルフェスティバル　サンシャインスターズ（アイフェス）（2017年5月、DMM GAMES）
- 着物ブランド『OB』発表会（2018年5月12日、2019年5月25日）
- 公認キャラクターモデルオーディション［キリノ役］（2018年7月3日 - 最終選考、東京コンセプション×CHEERZ）
- 週プレ酒BAR（2019年3月23日、週プレ酒場 PRESENTED BY 週刊プレイボーイ）

## 定期イベント
- 撮影会 ※月1回ペースで開催中（2014年2月 - ）
- スナック♡りん ※月1回ペースで開催中（2017年11月 - 、くっきんぐ事務局）
- チャットビ（2014年 - 2016年4月）
- あいどる くっきんぐ♪（2017年5月 - 2017年9月、くっきんぐ事務局）